# Rise (Bad Brains)
Rise è il quinto album in studio dei Bad Brains, pubblicato nel 1993 dalla Epic Records e prodotto da Beau Hill.

## Tracce
1. Rise – 3:39
2. Miss Freedom – 2:49
3. Unidentified – 2:39
4. Love Is The Answer – 3:12
5. Free – 3:13
6. Hair – 4:03
7. Coming In Numbers – 2:22
8. Yes Jah – 4:51
9. Take Your Time – 4:12
10. Place Of Mind – 4:30
11. Without You – 5:00
12. Outro – 0:30

## Formazione
- Israel Joseph I - voce
- Dr. Know - chitarra
- Darryl Jenifer - basso
- Mackie Jayson - batteria